# Trillium decumbens
Trillium decumbens е вид многогодишно диво растение от семейство Melanthiaceae. Видът е незастрашен от изчезване.

## Описание
Стъблата му растат по земята, вместо да стоят изправени. Листата му са оцветени в зелено и сиво. Цветята са тъмно кафяви или лилави.
Цъфти от средата на март до април.

## Разпространение
Видът е разпространен в Югоизточна Тенеси, Северна Джорджия и Алабама.